# Liste der Landschaftsschutzgebiete in Braunschweig
Die Liste der Landschaftsschutzgebiete in Braunschweig enthält die Landschaftsschutzgebiete der kreisfreien Stadt Braunschweig in Niedersachsen.
| Bild                                                                                       | Nummer       | Bezeichnung des Gebietes                                            | Fläche in Hektar | WDPA-ID | Koordinaten | Datum der Verordnung |
| ------------------------------------------------------------------------------------------ | ------------ | ------------------------------------------------------------------- | ---------------- | ------- | ----------- | -------------------- |
| Die Okeraue bei Watenbüttel                                                                | LSG BS 00001 | Okertalaue                                                          | 108,40           | 323492  | Position    | 1968                 |
| Die Schunteraue bei Rühme                                                                  | LSG BS 00002 | Schunteraue                                                         | 290,00           | 324263  | Position    | 1968                 |
| Denkmal mit Wasserfall im Prinz-Albrecht-Park                                              | LSG BS 00003 | Prinz-Albrecht-Park                                                 | 138,40           | 323708  | Position    | 1968                 |
| Lammer Holz                                                                                | LSG BS 00004 | von Pawelsches Holz, Ölper Holz und der Lammer Busch                | 107,20           | 325451  | Position    | 1968                 |
| Landschaftsschutzgebiet "Broitzemer Holz" (LSG BS 00005), Braunschweig, Niedersachsen      | LSG BS 00005 | Broitzemer Holz                                                     | 10,60            | 320105  | Position    | 1968                 |
| Blick vom Schloss Richmond zum Spielmannsteich. Im Hintergrund der Rundtempel (Monopteros) | LSG BS 00006 | Parkgebiet Richmond                                                 | 11,70            | 323638  | Position    | 1968                 |
| Buchholz im Naturschutzgebiet Riddagshausen                                                | LSG BS 00007 | Buchhorst                                                           | 215,50           | 320152  | Position    | 1968                 |
|                                                                                            | LSG BS 00008 | Mascheroder-, Rautheimer- und Salzdahlumer Holz                     | 154,10           | 322915  | Position    | 1969                 |
| Querumer Holz                                                                              | LSG BS 00009 | Querumer Holz und angrenzende Landschaftsteile                      | 787,20           | 323726  | Position    | 2006                 |
|                                                                                            | LSG BS 00012 | Thune                                                               | 176,00           | 325163  | Position    | 1970                 |
| Timmerlaher Busch                                                                          | LSG BS 00013 | Timmerlaher Busch, Gleidinger Holz und angrenzende Landschaftsteile | 142,00           | 325178  | Position    | 1974                 |
|                                                                                            | LSG BS 00014 | Schapener Forst                                                     | 523              | 324116  | Position    | 2012                 |
|                                                                                            | LSG BS 00015 | Geitelder Holz und umgebende Feldflur                               | 300,00           | 321035  | Position    | 1984                 |
|                                                                                            | LSG BS 00017 | Essenrode-Grassel                                                   | 172,00           | 320713  | Position    | 1977                 |
|                                                                                            | LSG BS 00018 | Lechlumer Holz und angrenzende Forste                               | 86,70            | 322550  | Position    | 1972                 |
| Thieder Lindenberg von Südost                                                              | LSG BS 00019 | Thieder Lindenberg                                                  | 18,50            | 325157  | Position    | 1969                 |
|                                                                                            | LSG BS 00020 | Feld- und Waldflur südwestlich Weddel                               | 18,00            | 320750  | Position    | 1969                 |
|                                                                                            | LSG BS 00021 | Lammer Bruch                                                        | 80,00            | 322396  | Position    | 1986                 |